# 1800 w polityce

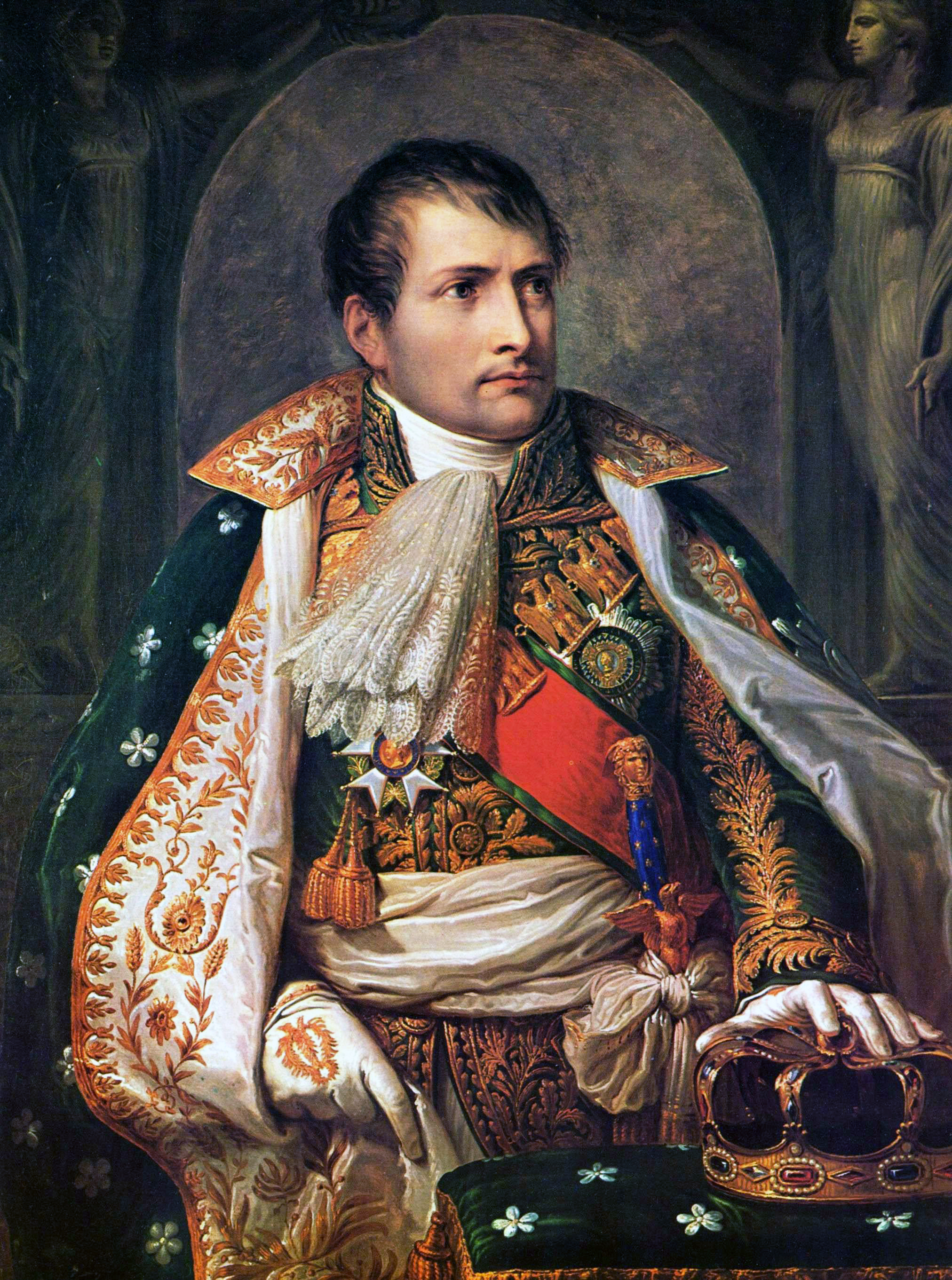
Napoleon I

Wydarzenia polityczne w 1800 roku.

## Wydarzenia
- 5 kwietnia – wznowienie wojny II koalicji z Francją – wojska austriackie rozpoczęły ofensywę w północnych Włoszech[1]
- 14 czerwca – bitwa pod Marengo. Napoleon I pokonuje dwukrotnie liczniejszą armię Austriaków[2].
- 15 czerwca – rozejm w Alessandrii – dowódca pokonanej armii habsburskiej Michael von Melas wyraża zgodę na wycofanie Austriaków z Lombardii, Piemontu i Ligurii[3].
- 20 czerwca – układ brytyjsko-austriacki o finansowaniu armii habsburskiej przez Londyn wznawia działania zbrojne II koalicji przeciwko Francji[3].
- 1 października – Hiszpania zwraca Francji Luizjanę[4]
- 3 grudnia – Bitwa pod Hohenlinden: francuski generał Jean Moreau odnosi decydujące zwycięstwo nad armią austriacką, rozstrzygające wojnę II koalicji z Francją[5].
- 24 grudnia – nieudany zamach na Napoleona[6]
- 25 grudnia – rozejm pomiędzy Cesarstwem Habsburgów a Francją[7]

## Urodzili się
- 21 grudnia Ludwika, księżna Saksonii-Coburga-Saalfeld[8].

## Zmarli
- 14 czerwca – Louis Desaix (ur. 1768), francuski generał, poległ w bitwie pod Marengo[9]